# Portugal beim Eurovision Song Contest
Teilnehmende Rundfunkanstalt

Erste Teilnahme
1964
Anzahl der Teilnahmen
56 (Stand 2025)
Höchste Platzierung
1 (2017)
Höchste Punktzahl
758 (2017)
Niedrigste Punktzahl
0 (1964, 1997)
Punkteschnitt (seit erstem Beitrag)
47,57 (Stand 2019)
Punkteschnitt pro abstimmendem Land im 12-Punkte-System
1,56 (Stand 2019)
Dieser Artikel befasst sich mit der Geschichte Portugals als Teilnehmer am Eurovision Song Contest.

## Regelmäßigkeit der Teilnahme und Erfolge im Wettbewerb

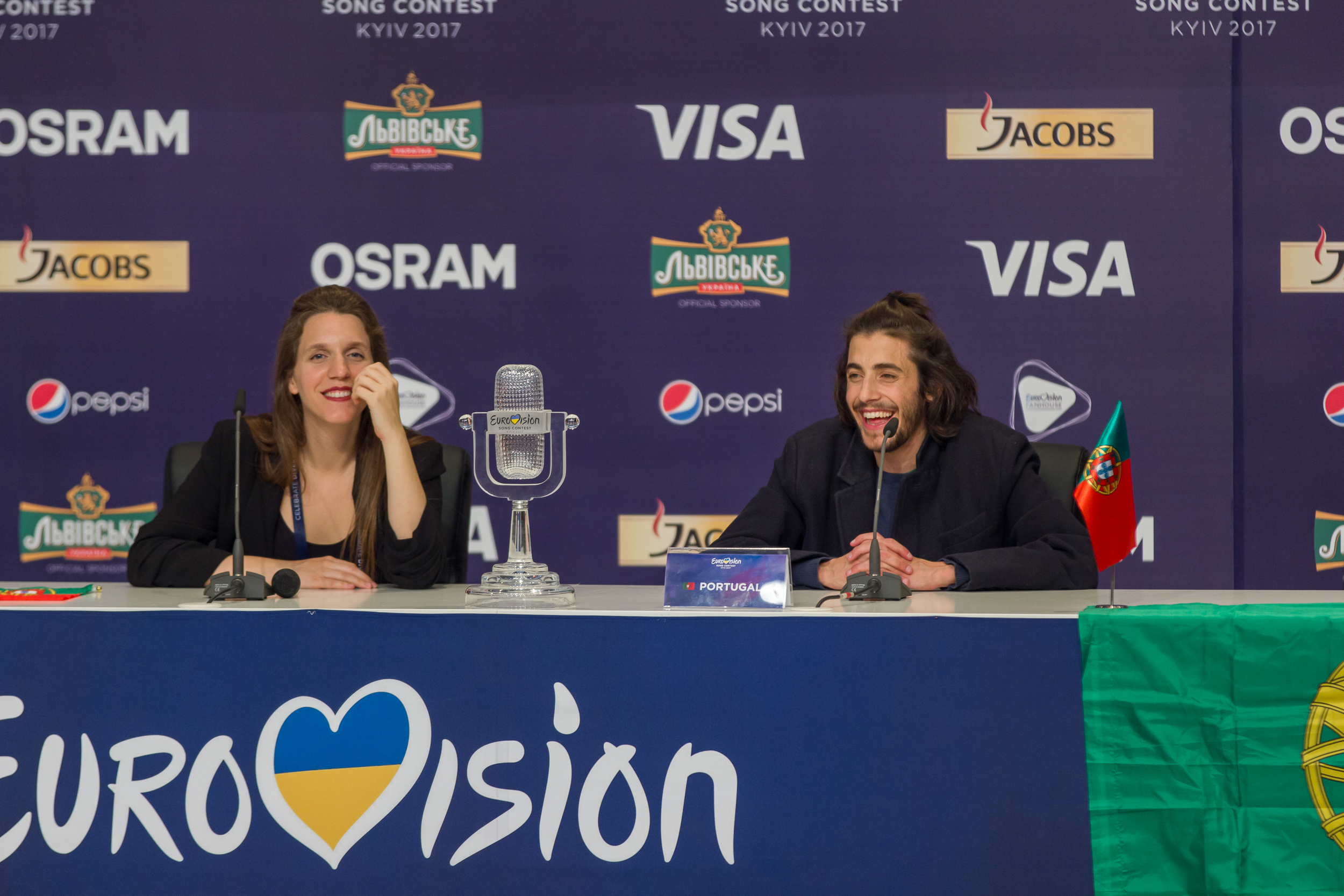
Salvador Sobral (rechts) konnte 2017 den Sieg für Portugal holen

Portugal nahm erstmals 1964 am Song Contest teil. Das Debüt war allerdings von wenig Erfolg geprägt, denn das Land wurde zusammen mit Deutschland, Jugoslawien und der Schweiz Letzter. Darüber hinaus erhielt das Land keinen einzigen Punkt. Nach diesem Misserfolg waren aber auch die Folgejahre von wenig Erfolg geprägt. Denn Portugal landete 1965 und 1966 je auf Platz 13, 1967 auf Platz 12 und 1968 auf Platz 11. 1969 hingegen wurde das Land dann Vorletzter. 1970 nahm das Land aus Protest gegen das Wertungssystem zusammen mit Finnland, Norwegen, Österreich und Schweden nicht teil, da 1969 vier Sieger gekürt worden waren. Erst 1971 kehrte Portugal zum Wettbewerb zurück.
1971 war die Rückkehr dann ein Erfolg, denn das Land holte seine bis dahin beste Platzierung im Wettbewerb mit Platz 9. Mit 83 Punkten wurde ebenso eine neue Höchstpunktzahl erreicht. Im Folgejahr wurde das Ergebnis sogar noch verbessert, als der Sänger Carlos Mendes Platz 7 erreichte. Die 90 Punkten, die er erreichte, waren dann lange Portugals Höchstpunktzahl im Wettbewerb. Denn in den Folgejahren rutsche das Land wieder ins untere Mittelfeld ab. So landete Portugal 1973 zwar noch auf Platz 10, landete 1974 aber nur noch auf Platz 14. 1975 reichte es dann nur für Platz 16, 1976 für Platz 12 und 1977 für Platz 14. 1978 landete das Land dann auf Platz 17. 1979 hingegen konnte das Land erstmals seit sieben Jahren wieder eine Platzierung unter den besten Zehn mit Platz 9 erreichen. 1980 konnte der Sänger José Cid dann, wie Carlos Mendes 1972, Platz 7 erreichen. Allerdings sollte diese Platzierung die erstmals letzte gute Platzierung gewesen sein, denn in den Folgejahren landete das Land stets im Mittelfeld bis unteren Mittelfeld. So landete der Sänger Carlos Paião 1981 nur auf dem drittletzten Platz. 1982 und 1983 holten die portugiesischen Interpreten dann je nur Platz 13. 1984 wurde dann Platz 11 erreicht, ehe von 1985 bis 1988 stets Platz 18 erreicht wurde. Nur 1986 gab es in diesem Zeitraum mit Platz 14 ein anderes Ergebnis. 1989 wurde dann mit Platz 16 aber auch wieder nur eine Platzierung im Mittelfeld geholt. 1990 wurde Portugal dann wieder Drittletzter im Wettbewerb. Erst ab 1991 lief es besser für das Land im Wettbewerb.
Denn 1991 holte die Sängerin Dulce Pontes mit Platz 8 die beste Platzierung Portugals seit elf Jahren. 1992 konnte dieser Erfolg aber nicht fortgeführt werden, denn die Sängerin Dina holte nur Platz 17. 1993 konnte dann aber mit Platz 10 wieder ein besseres Ergebnis erzielt werden. 1994 wiederholte die Sängerin Sara Tavares dann die Platzierung von 1991 und holte Platz 8. 1995 war der Erfolg aber wieder vorbei und Portugal landete auf dem drittletzten Platz. Nach diesem Misserfolg folgte 1996 dann aber das bis dahin beste portugiesische Ergebnis im Wettbewerb. Zuerst musste Portugal aber die interne Qualifikationsrunde der Europäischen Rundfunkunion (EBU) überstehen. Dort landete Portugal auf Platz 18 und war somit zum Finale zugelassen. Dort holte die Sängerin Lúcia Moniz dann mit ihrem Lied O meu coração não tem cor Platz 6 und holte mit 92 Punkten ebenso die bis dahin höchste Punktzahl Portugals im Wettbewerb. Nach diesem Erfolg folgte 1997 aber wieder ein Dämpfer. Denn die Sängerin Célia Lawson landete zusammen mit Norwegen auf dem letzten Platz mit null Punkten. Es war das schlechteste portugiesische Ergebnis seit dem Debüt 1964. 1998 hingegen landete Portugal mit Platz 12 wieder im Mittelfeld, ehe 1999 wieder der drittletzte Platz erreicht wurde. Durch dieses schlechte Ergebnis musste das Land 2000 aussetzen und durfte erst 2001 wieder teilnehmen. Aber auch bei der Rückkehr 2001 reichte es am Ende nur für Platz 17. 2002 verzichtete Portugal dann freiwillig auf eine Teilnahme, allerdings ohne dazu nähere Gründe zu nennen. 2003 kehrte das Land aber wieder zum Wettbewerb zurück. Allerdings konnte die Sängerin Rita Guerra am Ende nur Platz 22 erreichen. Aufgrund dieser schlechten Platzierung musste das Land dann 2004 im neu eingeführten Halbfinale teilnehmen. Dort belegte der portugiesische Beitrag Foi magia von der Sängerin Sofia Vitória allerdings nur Platz 12, womit das Land im Halbfinale bereits ausschied. Auch 2005 und 2006 musste Portugal am Halbfinale teilnehmen, verpasste dort mit Platz 15 und 17 aber je recht deutlich das Finale. 2007 erreichte die Sängerin Sabrina dann Platz 11 im Halbfinale und verpasste somit knapp die Finalqualifikation. Erst ab 2008 lief es für Portugal wieder besser im Wettbewerb.
Denn 2008 schickte Portugal die Sängerin Vânia Fernandes mit ihrem Lied Senhora do mar. Im Halbfinale belegte der Beitrag dann Platz 2, womit Portugal sich erstmals über das Halbfinale für das Finale qualifizierte. Bei Portugals erster Finalteilnahme seit 2003 belegte Fernandes am Ende Platz 13 und holte somit das beste portugiesische Ergebnis seit neun Jahren. 2009 und 2010 konnte dieser Erfolg fortgesetzt werden, da sich Portugal zu dem Zeitpunkt stets für das Finale qualifizierte. Am Ende landeten die Lieder, wie die meisten portugiesischen Beiträge zuvor, im Mittelfeld mit Platz 15 und 18. 2011 schied der portugiesische Beitrag dann deutlich im Halbfinale aus und belegte nur den vorletzten Platz. Auch 2012 verpasste Portugal die Finalqualifikation und schied mit Platz 13 im Halbfinale bereits aus. 2013 zog sich das Land dann zum ersten Mal seit elf Jahren vom Wettbewerb zurück. Als Grund angegeben wurden damals finanzielle Schwierigkeiten. 2014 kehrte Portugal dann zum Wettbewerb zurück und verpasste nur knapp die Finalqualifikation. Denn die san-marinesische Sängerin Valentina Monetta holte nur einen Punkt mehr als die portugiesische Vertreterin Suzy. Damit landete San Marino auf Platz 10, während Portugal Patz 11 im Halbfinale belegte. 2015 schied der portugiesische Beitrag dann wieder recht deutlich im Halbfinale aus mit Platz 14. 2016, drei Jahre nach dem letzten Rückzug, verzichtete das Land erneut auf eine Teilnahme. Dieses Mal waren es Umstrukturierungen innerhalb des Senders Rádio e Televisão de Portugal (RTP). 2017 kehrte das Land dann aber zurück und hatte dann seinen erfolgreichsten Moment in seiner Eurovisions-Geschichte.
So vertrat 2017 der Sänger Salvador Sobral Portugal mit seinem Lied Amar pelos dois. Während das Lied im Halbfinale bereits Platz 1 belegte und Sobral somit Portugals erste Finalteilnahme seit 2010 ermöglichte, folgte im Finale dann der große Erfolg. Denn Sobral gewann am Ende den Wettbewerb für Portugal mit 758 Punkten. Dies stellt nicht nur Portugals höchste jemals erreichte Punktzahl im Wettbewerb dar, sondern ist bis heute die höchste Punktzahl die im Wettbewerb je ein Land erhalten hat. Es war damit auch der erfolgreichste Sieg allerzeiten im Wettbewerb. Darüber hinaus gelang es dem Land also erst bei seiner 49. Teilnahme einen Sieg zu erzielen, womit Portugal den Rekord von Finnland einstellte. Denn Finnland gelang mit der Band Lordi im Jahre 2006 erst bei der 38. Teilnahme der Sieg. Nach diesem großen Erfolg richtete Portugal 2018 erstmals den Wettbewerb aus. In Lissabon war das Land also bereits für das Finale vorqualifiziert als Gastgeber. Allerdings landete der portugiesische Beitrag dabei auf dem letzten Platz, was das schlechteste Ergebnis Portugals seit 21 Jahren darstellte. 2019 musste Portugal dann wieder am Halbfinale teilnehmen und landete dort nur auf dem drittletzten Platz. Somit schied Portugal erstmals seit 2015 wieder im Halbfinale aus. Nachdem der Wettbewerb für 2020 abgesagt werden musste, sendete Portugal 2021 die Band The Black Mamba. Sie qualifizierte sich fürs Finale und belegte dort mit Platz 12 eine gute Platzierung im Mittelfeld für Portugal. 2022 gelang es der Vertreterin Maro, Portugal wieder in das Finale zu bringen. Mit Platz 9 im Finale ist es das beste Ergebnis seit dem Sieg 2017 für Portugal. Auch 2023 schaffte Portugal wieder den Finaleinzug. Im Finale holte man mit Platz 23 von 26 allerdings das schlechteste Ergebnis des Landes seit 2021 ein. Auch 2024 konnte man sich für das Finale qualifizieren, wo man mit Platz 10 eine Top-Ten-Platzierung erzielen konnte. 2025 schaffte man erneut den Einzug ins Finale, wo man mit Platz 21 allerdings nicht an der Top-Ten-Platzierung vom Vorjahr festhalten konnte. Es ist zudem das erste Mal, dass sich Portugal mehr als vier Mal hintereinander für das Finale qualifizieren konnte.
Insgesamt landeten also nur 10 von den 56 Beiträgen in der linken Tabellenhälfte. Darüber hinaus schied Portugal bereits neunmal im Halbfinale aus und wurde dreimal Letzter. Demgegenüber steht lediglich der erfolgreiche Sieg von 2017 und die durchaus erfolgreicheren Jahre nach dem Sieg. Weitere Platzierungen innerhalb der besten Fünf existieren nicht. Dementsprechend gehört Portugal zu den eher weniger erfolgreichen Länder im Wettbewerb, wobei die Erfolgsbilanz des Landes seit 2018 deutlich anstieg.

## Liste der Beiträge
Farblegende:
– 1. Platz. 
– 2. Platz. 
– 3. Platz. 
– Punktgleichheit mit dem letzten Platz.
– ausgeschieden im Halbfinale/in der Qualifikation/im osteuropäischen Vorentscheid.
– keine Teilnahme/nicht qualifiziert.
– Absage des Eurovision Song Contests.
| Jahr | Interpret                | Titel Musik (M) und Text (T) | Sprache                                        | Übersetzung                         | Finale                                           | Finale                                           | Halbfinale/ Qualifikation                        | Halbfinale/ Qualifikation                        | Nationaler Vorentscheid  |
| Jahr | Interpret                | Titel Musik (M) und Text (T) | Sprache                                        | Übersetzung                         | Platz                                            | Punkte                                           | Platz                                            | Punkte                                           | Nationaler Vorentscheid  |
| ---- | ------------------------ | --- | ---------------------------------------------- | ----------------------------------- | ------------------------------------------------ | ------------------------------------------------ | ------------------------------------------------ | ------------------------------------------------ | ------------------------ |
| 1964 | António Calvário         | Oração M: João Nobre; T: Francisco Nicholson, Rogério Braçinha                                                                            | Portugiesisch                                  | Gebet                               | 13 / 16                                          | 0                                                | Kein Halbfinale stattgefunden                    | Kein Halbfinale stattgefunden                    | Festival da Canção 1964  |
| 1965 | Simone de Oliveira       | Sol de inverno M: Carlos Nobrega e Sousa; T: Jeronimo Bragança                                                                            | Portugiesisch                                  | Wintersonne                         | 13 / 18                                          | 1                                                | Kein Halbfinale stattgefunden                    | Kein Halbfinale stattgefunden                    | Festival da Canção 1965  |
| 1966 | Madalena Iglésias        | Ele e ela M/T: Carlos Canelhas | Portugiesisch                                  | Er und sie                          | 13 / 18                                          | 6                                                | Kein Halbfinale stattgefunden                    | Kein Halbfinale stattgefunden                    | Festival da Canção 1966  |
| 1967 | Eduardo Nascimento       | O vento mudou M: Nuño Nazareth Fernandes; T: João Magalhães Pereira                                                                       | Portugiesisch                                  | Der Wind hat sich gedreht           | 12 / 17                                          | 3                                                | Kein Halbfinale stattgefunden                    | Kein Halbfinale stattgefunden                    | Festival da Canção 1967  |
| 1968 | Carlos Mendes            | Verão M: Pedro Osório; T: José Alberto Diogo                                                                                              | Portugiesisch                                  | Sommer                              | 11 / 17                                          | 5                                                | Kein Halbfinale stattgefunden                    | Kein Halbfinale stattgefunden                    | Festival da Canção 1968  |
| 1969 | Simone de Oliveira       | Desfolhada portuguesa M: Nuño Nazareth Fernandes; T: José Carlos Ary dos Santos                                                           | Portugiesisch                                  | Starker Verlust                     | 15 / 16                                          | 4                                                | Kein Halbfinale stattgefunden                    | Kein Halbfinale stattgefunden                    | Festival da Canção 1969  |
| 1970 | Auf Teilnahme verzichtet | Auf Teilnahme verzichtet | Auf Teilnahme verzichtet                       | Auf Teilnahme verzichtet            | Auf Teilnahme verzichtet                         | Auf Teilnahme verzichtet                         | Auf Teilnahme verzichtet                         | Auf Teilnahme verzichtet                         | Auf Teilnahme verzichtet |
| 1971 | Tonicha                  | Menina do alto da serra M: Nuño Nazareth Fernandes; T: José Carlos Ary dos Santos                                                         | Portugiesisch                                  | Das Mädchen aus dem Hochland        | 9 / 18                                           | 83                                               | Kein Halbfinale stattgefunden                    | Kein Halbfinale stattgefunden                    | Festival da Canção 1971  |
| 1972 | Carlos Mendes            | A festa da vida M: José Calvário; T: José Niza                                                                                            | Portugiesisch                                  | Das Fest des Lebens                 | 7 / 18                                           | 90                                               | Kein Halbfinale stattgefunden                    | Kein Halbfinale stattgefunden                    | Festival da Canção 1972  |
| 1973 | Fernando Tordo           | Tourada M: Fernando Tordo; T: José Carlos Ary dos Santos                                                                                  | Portugiesisch                                  | Stierkampf                          | 10 / 17                                          | 80                                               | Kein Halbfinale stattgefunden                    | Kein Halbfinale stattgefunden                    | Festival da Canção 1973  |
| 1974 | Paulo de Carvalho        | E depois do Adeus M: José Calvário; T: José Niza                                                                                          | Portugiesisch                                  | Und nach dem Abschied               | 14 / 17                                          | 3                                                | Kein Halbfinale stattgefunden                    | Kein Halbfinale stattgefunden                    | Festival da Canção 1974  |
| 1975 | Duarte Mendes            | Madrugada M/T: José Luis Tinoco | Portugiesisch                                  | Morgenstunde                        | 16 / 19                                          | 16                                               | Kein Halbfinale stattgefunden                    | Kein Halbfinale stattgefunden                    | Festival da Canção 1975  |
| 1976 | Carlos do Carmo          | Uma flor de verde pinho M: José Niza; T: Manuel Alegre                                                                                    | Portugiesisch                                  | Eine piniengrüne Blume              | 12 / 18                                          | 24                                               | Kein Halbfinale stattgefunden                    | Kein Halbfinale stattgefunden                    | Festival da Canção 1976  |
| 1977 | Os Amigos                | Portugal no coração M: Fernando Tordo; T: José Carlos Ary dos Santos                                                                      | Portugiesisch                                  | Portugal im Herzen                  | 14 / 18                                          | 18                                               | Kein Halbfinale stattgefunden                    | Kein Halbfinale stattgefunden                    | Festival da Canção 1977  |
| 1978 | Gemini                   | Dai li dou M: Victor Maméde; T: Carlos Quintas                                                                                            | Portugiesisch                                  | –                                   | 17 / 20                                          | 5                                                | Kein Halbfinale stattgefunden                    | Kein Halbfinale stattgefunden                    | Festival da Canção 1978  |
| 1979 | Manuela Bravo            | Sobe, sobe, balão sobe M/T: Carlos Nobrega e Sousa                                                                                        | Portugiesisch                                  | Steig auf, Ballon, steig auf        | 9 / 19                                           | 64                                               | Kein Halbfinale stattgefunden                    | Kein Halbfinale stattgefunden                    | Festival da Canção 1979  |
| 1980 | José Cid                 | Um grande, grande amor M/T: José Cid | Portugiesisch                                  | Eine große, große Liebe             | 7 / 19                                           | 71                                               | Kein Halbfinale stattgefunden                    | Kein Halbfinale stattgefunden                    | Festival da Canção 1980  |
| 1981 | Carlos Paião             | Play-back M/T: Carlos Paião | Portugiesisch                                  | –                                   | 18 / 20                                          | 9                                                | Kein Halbfinale stattgefunden                    | Kein Halbfinale stattgefunden                    | Festival da Canção 1981  |
| 1982 | Doce                     | Bem bom M/T: António A. Pinho, Tózé Brito, Pedro Brito                                                                                    | Portugiesisch                                  | Nun gut                             | 13 / 18                                          | 32                                               | Kein Halbfinale stattgefunden                    | Kein Halbfinale stattgefunden                    | Festival da Canção 1982  |
| 1983 | Armando Gama             | Esta balada que te dou M/T: Armando Gama                                                                                                  | Portugiesisch                                  | Diese Ballade gebe ich dir          | 13 / 20                                          | 33                                               | Kein Halbfinale stattgefunden                    | Kein Halbfinale stattgefunden                    | Festival da Canção 1983  |
| 1984 | Maria Guinot             | Silêncio e tanta gente M/T: Maria Guinot                                                                                                  | Portugiesisch                                  | Stille und so viele Leute           | 11 / 19                                          | 38                                               | Kein Halbfinale stattgefunden                    | Kein Halbfinale stattgefunden                    | Festival da Canção 1984  |
| 1985 | Adelaide                 | Penso em ti, eu sei M: Tózé Brito; T: Adelaïde Ferreira, Luis Fernando                                                                    | Portugiesisch                                  | Ich denke an dich, ich weiß         | 18 / 19                                          | 9                                                | Kein Halbfinale stattgefunden                    | Kein Halbfinale stattgefunden                    | Festival da Canção 1985  |
| 1986 | Dora                     | Não sejas mau para mim M/T: Guilherme Inês, Zé da Ponte & Luis Oliveira                                                                   | Portugiesisch                                  | Sei nicht böse auf mich             | 14 / 20                                          | 28                                               | Kein Halbfinale stattgefunden                    | Kein Halbfinale stattgefunden                    | Festival da Canção 1986  |
| 1987 | Nevada                   | Neste barco à vela M: Alfredo Azinheira, Jorge Mendes; T: Alfredo Azinheira                                                               | Portugiesisch                                  | In diesem Segelboot                 | 18 / 22                                          | 15                                               | Kein Halbfinale stattgefunden                    | Kein Halbfinale stattgefunden                    | Festival da Canção 1987  |
| 1988 | Dora                     | Voltarei M/T: José Calvário, José Niza | Portugiesisch                                  | Ich werde zurückkehren              | 18 / 21                                          | 5                                                | Kein Halbfinale stattgefunden                    | Kein Halbfinale stattgefunden                    | Festival da Canção 1988  |
| 1989 | Da Vinci                 | Conquistador M: Ricardo; T: Pedro Luis | Portugiesisch                                  | Eroberer                            | 16 / 22                                          | 39                                               | Kein Halbfinale stattgefunden                    | Kein Halbfinale stattgefunden                    | Festival da Canção 1989  |
| 1990 | Nucha                    | Há sempre alguém M: Jan van Dijck, Luis Filipe; T: Fancisco Teotonio Pereira, Frederico Teotonio Pereira                                  | Portugiesisch                                  | Es ist immer jemand da              | 20 / 22                                          | 9                                                | Kein Halbfinale stattgefunden                    | Kein Halbfinale stattgefunden                    | Festival da Canção 1990  |
| 1991 | Dulce Pontes             | Lusitana paixão M: Jorge Quintela, Zé da Ponte; T: Fred Micael, Zé da Ponte                                                               | Portugiesisch                                  | Lusitanische Leidenschaft           | 8 / 22                                           | 62                                               | Kein Halbfinale stattgefunden                    | Kein Halbfinale stattgefunden                    | Festival da Canção 1991  |
| 1992 | Dina                     | Amor d'água fresca M: Ondina Veloso; T: Rosa Lobato de Faria                                                                              | Portugiesisch                                  | Frischwasserliebe                   | 17 / 23                                          | 26                                               | Kein Halbfinale stattgefunden                    | Kein Halbfinale stattgefunden                    | Festival da Canção 1992  |
| 1993 | Anabela                  | A cidade (até ser dia) M/T: Paulo de Carvalho, Marco Quelhas, Pedro Abrantes                                                              | Portugiesisch                                  | Die Stadt (bis zum Morgengrauen)    | 10 / 25                                          | 60                                               | Kein Halbfinale stattgefunden                    | Kein Halbfinale stattgefunden                    | Festival da Canção 1993  |
| 1994 | Sara Tavares             | Chamar a música M: João Carlos Campos de Sousa Mota Oliveira; T: Rosa Lobato de Faria                                                     | Portugiesisch                                  | Die Musik rufen                     | 8 / 25                                           | 73                                               | Direkt für das Finale qualifiziert               | Direkt für das Finale qualifiziert               | Festival da Canção 1994  |
| 1995 | Tó Cruz                  | Baunilha e chocolate M: António Vitorino d’Almeida; T: António Vitorino d’Almeida, Rosa Lobato de Faria                                   | Portugiesisch                                  | Vanille und Schokolade              | 21 / 23                                          | 5                                                | Direkt für das Finale qualifiziert               | Direkt für das Finale qualifiziert               | Festival da Canção 1995  |
| 1996 | Lúcia Moniz              | O meu coração não tem cor M: Pedro Osório; T: José Fanha                                                                                  | Portugiesisch                                  | Mein Herz hat keine Farbe           | 6 / 23                                           | 92                                               | 18 / 29                                          | 32                                               | Festival da Canção 1996  |
| 1997 | Célia Lawson             | Antes do adeus M: Rodrigues Lobato de Faria, Thilo Krassman; T: Rosa Maria de Bettencourt, Rosa Lobato de Faria                           | Portugiesisch                                  | Vor dem Abschied                    | 24 / 25                                          | 0                                                | Direkt für das Finale qualifiziert               | Direkt für das Finale qualifiziert               | Festival da Canção 1997  |
| 1998 | Alma Lusa                | Se eu te pudesse abraçar M/T: José Cid | Portugiesisch                                  | Wenn ich dich umarmen könnte        | 12 / 25                                          | 36                                               | Direkt für das Finale qualifiziert               | Direkt für das Finale qualifiziert               | Festival da Canção 1998  |
| 1999 | Rui Bandeira             | Como tudo começou M: Jorge do Carmo; T: Tó Andrade                                                                                        | Portugiesisch                                  | Wie alles begann                    | 21 / 23                                          | 12                                               | Direkt für das Finale qualifiziert               | Direkt für das Finale qualifiziert               | Festival da Canção 1999  |
| 2000 | Nicht qualifiziert       | Nicht qualifiziert | Nicht qualifiziert                             | Nicht qualifiziert                  | Nicht qualifiziert                               | Nicht qualifiziert                               | Nicht qualifiziert                               | Nicht qualifiziert                               | Nicht qualifiziert       |
| 2001 | MTM                      | Só sei ser feliz assim M/T: Marco Quelhas                                                                                                 | Portugiesisch                                  | Ich kann nur so glücklich sein      | 17 / 23                                          | 18                                               | Direkt für das Finale qualifiziert               | Direkt für das Finale qualifiziert               | Festival da Canção 2001  |
| 2002 | Auf Teilnahme verzichtet | Auf Teilnahme verzichtet | Auf Teilnahme verzichtet                       | Auf Teilnahme verzichtet            | Auf Teilnahme verzichtet                         | Auf Teilnahme verzichtet                         | Auf Teilnahme verzichtet                         | Auf Teilnahme verzichtet                         | Auf Teilnahme verzichtet |
| 2003 | Rita Guerra              | Deixa-me sonhar (só mais uma vez) M/T: Paulo Martins                                                                                      | Portugiesisch, Englisch                        | Lass mich träumen (nur noch einmal) | 22 / 26                                          | 13                                               | Direkt für das Finale qualifiziert               | Direkt für das Finale qualifiziert               | Festival da Canção 2003  |
| 2004 | Sofia Vitória            | Foi magia M/T: Paulo Neves | Portugiesisch                                  | Es war Magie                        | Ausgeschieden                                    | Ausgeschieden                                    | 15 / 22                                          | 38                                               | Festival da Canção 2004  |
| 2005 | 2B                       | Amar M/T: Jose da Ponte, Alexandre Honrado, Ernesto Leite                                                                                 | Portugiesisch, Englisch                        | Lieben                              | Ausgeschieden                                    | Ausgeschieden                                    | 17 / 25                                          | 51                                               | interne Auswahl          |
| 2006 | Nonstop                  | Coisas de nada M/T: José Manuel Afonso & Elvis Veiguinha                                                                                  | Portugiesisch, Englisch                        | Belangloses                         | Ausgeschieden                                    | Ausgeschieden                                    | 19 / 23                                          | 26                                               | Festival da Canção 2006  |
| 2007 | Sabrina                  | Dança comigo (vem ser feliz) M: Emanuel; T: Emanuel, Tó Maria Vinhas                                                                      | Portugiesisch, Englisch, Spanisch, Französisch | Tanz mit mir (komm sei glücklich)   | Ausgeschieden                                    | Ausgeschieden                                    | 11 / 28                                          | 88                                               | Festival da Canção 2007  |
| 2008 | Vânia Fernandes          | Senhora do mar M: Andrej Babić; T: Carlos Coelho                                                                                          | Portugiesisch                                  | Herrin des Meeres                   | 13 / 25                                          | 69                                               | 2 / 19                                           | 120                                              | Festival da Canção 2008  |
| 2009 | Flor-de-Lis              | Todas as ruas do amor M: Pedro Marques; T: Paulo Pereira, Pedro Marques                                                                   | Portugiesisch                                  | All die Straßen der Liebe           | 15 / 25                                          | 57                                               | 8 / 18                                           | 70                                               | Festival da Canção 2009  |
| 2010 | Filipa Azevedo           | Há dias assim M/T: Augusto Madureira | Portugiesisch                                  | Es ist wieder einer dieser Tage     | 18 / 25                                          | 43                                               | 4 / 17                                           | 89                                               | Festival da Canção 2010  |
| 2011 | Homens da Luta           | Luta é alegria M: Vasco Duarte; T: Nuno Duarte Jel                                                                                        | Portugiesisch                                  | Kämpfen macht Spaß                  | Ausgeschieden                                    | Ausgeschieden                                    | 18 / 19                                          | 22                                               | Festival da Canção 2011  |
| 2012 | Filipa Sousa             | Vida minha M: Andrej Babić; T: Carlos Coelho                                                                                              | Portugiesisch                                  | Mein Leben                          | Ausgeschieden                                    | Ausgeschieden                                    | 13 / 19                                          | 39                                               | Festival da Canção 2012  |
| 2013 | Auf Teilnahme verzichtet | Auf Teilnahme verzichtet | Auf Teilnahme verzichtet                       | Auf Teilnahme verzichtet            | Auf Teilnahme verzichtet                         | Auf Teilnahme verzichtet                         | Auf Teilnahme verzichtet                         | Auf Teilnahme verzichtet                         | Auf Teilnahme verzichtet |
| 2014 | Suzy                     | Quero ser tua M/T: Emanuel | Portugiesisch                                  | Ich will dir gehören                | Ausgeschieden                                    | Ausgeschieden                                    | 11 / 16                                          | 39                                               | Festival da Canção 2014  |
| 2015 | Leonor Andrade           | Há um mar que nos separa M/T: Miguel Gameiro                                                                                              | Portugiesisch                                  | Es gibt ein Meer, das uns trennt    | Ausgeschieden                                    | Ausgeschieden                                    | 14 / 17                                          | 19                                               | Festival da Canção 2015  |
| 2016 | Auf Teilnahme verzichtet | Auf Teilnahme verzichtet | Auf Teilnahme verzichtet                       | Auf Teilnahme verzichtet            | Auf Teilnahme verzichtet                         | Auf Teilnahme verzichtet                         | Auf Teilnahme verzichtet                         | Auf Teilnahme verzichtet                         | Auf Teilnahme verzichtet |
| 2017 | Salvador Sobral          | Amar pelos dois M/T: Luísa Sobral | Portugiesisch                                  | Liebe für zwei                      | 1 / 26                                           | 758                                              | 1 / 18                                           | 370                                              | Festival da Canção 2017  |
| 2018 | Cláudia Pascoal          | O jardim M/T: Isaura | Portugiesisch                                  | Der Garten                          | 26 / 26                                          | 39                                               | Direkt für das Finale qualifiziert               | Direkt für das Finale qualifiziert               | Festival da Canção 2018  |
| 2019 | Conan Osíris             | Telemóveis M/T: Conan Osíris | Portugiesisch                                  | Mobiltelefone                       | Ausgeschieden                                    | Ausgeschieden                                    | 15 / 17                                          | 51                                               | Festival da Canção 2019  |
| 2020 | Elisa                    | Medo de Sentir M/T: Marta Carvalho | Portugiesisch                                  | Angst vor dem Gefühl                | Absage wegen der COVID-19-Pandemie durch die EBU | Absage wegen der COVID-19-Pandemie durch die EBU | Absage wegen der COVID-19-Pandemie durch die EBU | Absage wegen der COVID-19-Pandemie durch die EBU | Festival da Canção 2020  |
| 2021 | The Black Mamba          | Love Is on My Side M/T: Tatanka | Englisch                                       | Liebe ist an meiner Seite           | 12 / 26                                          | 153                                              | 4 / 17                                           | 239                                              | Festival da Canção 2021  |
| 2022 | Maro                     | Saudade, saudade M: Maro, John Blanda; T: Maro                                                                                            | Englisch, Portugiesisch                        | Sehnsucht, Sehnsucht                | 9 / 25                                           | 207                                              | 4 / 17                                           | 208                                              | Festival da Canção 2022  |
| 2023 | Mimicat                  | Ai coração M: Luís Pereira, Marisa Mena; T: Marisa Mena                                                                                   | Portugiesisch                                  | Oh Herz                             | 23 / 26                                          | 59                                               | 9 / 15                                           | 74                                               | Festival da Canção 2023  |
| 2024 | Iolanda                  | Grito M/T: Alberto Hernández, Iolanda Costa                                                                                               | Portugiesisch                                  | Schrei                              | 10 / 25                                          | 152                                              | 8 / 15                                           | 58                                               | Festival da Canção 2024  |
| 2025 | NAPA                     | Deslocado M: João Guilherme Gomes, João Lourenço João, João Rodrigues, Diogo Góis, Francisco Sousa, André Santos; T: João Guilherme Gomes | Portugiesisch                                  | Fehl am Platz                       | 21 / 26                                          | 50                                               | 9 / 15                                           | 56                                               | Festival da Canção 2025  |

## Nationale Vorentscheidungen
Bisher wurden fast alle portugiesischen Beiträge über das jährlich stattfinde Festival da Canção bestimmt. Einzig 2005 wurde der Beitrag intern ausgewählt.

## Sprachen
Portugal ist seiner Landessprache im Wettbewerb stets treu. Die meisten Beiträge wurden schließlich auch in Zeiten der freien Sprachenwahl in der Landessprache Portugiesisch gesungen. Nur 2003, 2005 und 2006 entstanden portugiesisch-englische Mischversionen. 2007 enthielt der Refrain Zeilen in französischer, spanischer und englischer Sprache. 2021 war das erste Jahr, indem Portugal einen Beitrag komplett auf Englisch zur Eurovision entsand und damit sogar relativ erfolgreich war (Platz 12 von 39 Teilnehmern).

## Ausgetragene Wettbewerbe
| Jahr | Stadt    | Austragungsort | Moderation                                                          |
| ---- | -------- | -------------- | ------------------------------------------------------------------- |
| 2018 | Lissabon | Altice Arena   | Daniela Ruah, Sílvia Alberto, Catarina Furtado und Filomena Cautela |

## Kommentatoren und Punktesprecher
| Jahr | Kommentator                         | Radiokommentator                              | Punktesprecher            |
| ---- | ----------------------------------- | --------------------------------------------- | ------------------------- |
| 1963 | Federico Gallo                      | –                                             | Keine Teilnahme           |
| 1964 | Gomes Ferreira                      | –                                             | Maria Manuela Furtado     |
| 1965 | Gomes Ferreira                      | –                                             | Maria Manuela Furtado     |
| 1966 | Fialho Gouveia                      | –                                             | Maria Manuela Furtado     |
| 1967 | Fialho Gouveia                      | –                                             | Maria Manuela Furtado     |
| 1968 | Fialho Gouveia                      | –                                             | Maria Manuela Furtado     |
| 1969 | Henrique Mendes                     | –                                             | Maria Manuela Furtado     |
| 1970 | Henrique Mendes                     | –                                             | Auf Teilnahme verzichtet  |
| 1971 | Henrique Mendes                     | –                                             | Kein Punktesprecher       |
| 1972 | Henrique Mendes                     | Amadeu Meireles                               | Kein Punktesprecher       |
| 1973 | Artur Agostino                      | Amadeu Meireles                               | Kein Punktesprecher       |
| 1974 | Artur Agostino                      | –                                             | Henrique Mendes           |
| 1975 | Júlio Isidro                        | Amadeu Meireles                               | Ana Zanatti               |
| 1976 | –                                   | Amadeu Meireles                               | Ana Zanatti               |
| 1977 | José Côrte-Real                     | Amadeu Meireles                               | Ana Zanatti               |
| 1978 | Eládio Clímaco                      | Amadeu Meireles                               | Isabel Wolmar             |
| 1979 | Fialho Gouveia                      | –                                             | João Abel da Fonseca      |
| 1980 | Isabel Wolmar                       | –                                             | Teresa Cruz               |
| 1981 | Eláido Clímaco                      | –                                             | Margarida Andrade         |
| 1982 | Fialho Gouveia                      | –                                             | Margarida Andrade         |
| 1983 | Eláido Clímaco                      | –                                             | João Abel da Fonseca      |
| 1984 | Fialho Gouveia                      | –                                             | Eláido Clímaco            |
| 1985 | Eláido Clímaco                      | –                                             | Maria Margarida Gaspar    |
| 1986 | Fialho Gouveia                      | Fialho Gouveia                                | Margarida Andrade         |
| 1987 | Maria Margarida Gaspar              | –                                             | Ana Zanatti               |
| 1988 | Margarida Andrade                   | –                                             | Maria Margarida Gaspar    |
| 1989 | Ana Zanatti                         | –                                             | Margarida Andrade         |
| 1990 | Ana do Carmo                        | –                                             | João Abel da Fonseca      |
| 1991 | Ana do Carmo                        | –                                             | Maria Margarida Gaspar    |
| 1992 | Eláido Clímaco                      | –                                             | Ana Zanatti               |
| 1993 | Isabel Bahia                        | –                                             | Margarida Mercês de Mello |
| 1994 | Eláido Clímaco                      | –                                             | Isabel Bahia              |
| 1995 | Ana do Carmo                        | –                                             | Serenella Andrade         |
| 1996 | Maria Margarida Gaspar              | –                                             | Cristina Rocha            |
| 1997 | Carlos Ribeiro                      | –                                             | Cristina Rocha            |
| 1998 | Rui Unas                            | –                                             | Lúcia Moniz               |
| 1999 | Rui Unas                            | João David Nunes                              | Manuel Luís Goucha        |
| 2000 | Eláido Clímaco                      | Keine Radioübertragung                        | Nicht qualifiziert        |
| 2001 | Eláido Clímaco                      | Keine Radioübertragung                        | Margarida Mercês de Mello |
| 2002 | Eláido Clímaco                      | Keine Radioübertragung                        | Auf Teilnahme verzichtet  |
| 2003 | Margarida Mercês de Mello           | Keine Radioübertragung                        | Helena Ramos              |
| 2004 | Eláido Clímaco                      | Keine Radioübertragung                        | Isabel Angelino           |
| 2005 | Eláido Clímaco                      | Keine Radioübertragung                        | Isabel Angelino           |
| 2006 | Eláido Clímaco                      | Keine Radioübertragung                        | Cristina Alves            |
| 2007 | Isabel Angelino & Jorge Gabriel     | Keine Radioübertragung                        | Francisco Mendes          |
| 2008 | Isabel Angelino & Jorge Gabriel     | Keine Radioübertragung                        | Teresa Villa-Lobos        |
| 2009 | Hélder Reis                         | Keine Radioübertragung                        | Helena Coelho             |
| 2010 | Sérgio Mateus                       | Keine Radioübertragung                        | Ana Galvão                |
| 2011 | Sílvia Alberto                      | Keine Radioübertragung                        | Joana Teles               |
| 2012 | Pedro Granger                       | Keine Radioübertragung                        | Joana Teles               |
| 2013 | Sílvia Alberto                      | Keine Radioübertragung                        | Auf Teilnahme verzichtet  |
| 2014 | Sílvia Alberto                      | Keine Radioübertragung                        | Joana Teles               |
| 2015 | Hélder Reis & Ramon Galarza         | Keine Radioübertragung                        | Suzy                      |
| 2016 | Hélder Reis & Nuno Galopim (Finale) | Keine Radioübertragung                        | Auf Teilnahme verzichtet  |
| 2017 | José Carlos Malato & Nuno Galopim   | Keine Radioübertragung                        | Filomena Cautela          |
| 2018 | Hélder Reis & Nuno Galopim          | Noémia Gonçalves, António Macedo & Tozé Brito | Pedro Fernandes           |
| 2019 | José Carlos Malato & Nuno Galopim   | Keine Radioübertragung                        | Inês Lopes Gonçalves      |
| 2021 | José Carlos Malato & Nuno Galopim   | Keine Radioübertragung                        | Elisa Silva               |
| 2022 | Nuno Galopim                        | Keine Radioübertragung                        | Pedro Tatanka             |
| 2023 | José Carlos Malato & Nuno Galopim   | Keine Radioübertragung                        | Maro                      |
| 2024 | José Carlos Malato & Nuno Galopim   | Keine Radioübertragung                        | Mimicat                   |
| 2025 | José Carlos Malato & Nuno Galopim   | Keine Radioübertragung                        | Iolanda                   |

## Punktevergabe
Folgende Länder erhielten die meisten Punkte von oder vergaben die meisten Punkte an Portugal (Stand: 2025):
| Die meisten im Finale vergebenen Punkte | Die meisten im Finale vergebenen Punkte | Die meisten im Finale vergebenen Punkte |
| Platz                                   | Land                                    | Punkte                                  |
| --------------------------------------- | --------------------------------------- | --------------------------------------- |
| 1                                       | Italien                                 | 266                                     |
| 2                                       | Spanien                                 | 265                                     |
| 3                                       | Vereinigtes Königreich                  | 198                                     |
| 4                                       | Deutschland                             | 187                                     |
| 5                                       | Frankreich                              | 177                                     |

| Die meisten im Finale erhaltenen Punkte | Die meisten im Finale erhaltenen Punkte | Die meisten im Finale erhaltenen Punkte |
| Platz                                   | Land                                    | Punkte                                  |
| --------------------------------------- | --------------------------------------- | --------------------------------------- |
| 1                                       | Frankreich                              | 243                                     |
| 2                                       | Spanien                                 | 201                                     |
| 3                                       | Schweiz                                 | 167                                     |
| 4                                       | Niederlande                             | 127                                     |
| 5                                       | Island                                  | 087                                     |
| 5                                       | Luxemburg                               | 087                                     |

| Die meisten insgesamt vergebenen Punkte | Die meisten insgesamt vergebenen Punkte | Die meisten insgesamt vergebenen Punkte |
| Platz                                   | Land                                    | Punkte                                  |
| --------------------------------------- | --------------------------------------- | --------------------------------------- |
| 1                                       | Italien                                 | 266                                     |
| 2                                       | Spanien                                 | 265                                     |
| 3                                       | Schweden                                | 250                                     |
| 4                                       | Ukraine                                 | 238                                     |
| 5                                       | Vereinigtes Königreich                  | 198                                     |

| Die meisten insgesamt erhaltenen Punkte | Die meisten insgesamt erhaltenen Punkte | Die meisten insgesamt erhaltenen Punkte |
| Platz                                   | Land                                    | Punkte                                  |
| --------------------------------------- | --------------------------------------- | --------------------------------------- |
| 1                                       | Frankreich                              | 363                                     |
| 2                                       | Spanien                                 | 313                                     |
| 3                                       | Schweiz                                 | 289                                     |
| 4                                       | Niederlande                             | 165                                     |
| 5                                       | Island                                  | 161                                     |

### Vergaben der Höchstwertung
Seit der Einführung des Zwölf-Punktesystems 1975 vergab Portugal die Höchstpunktzahl an 22 verschiedene Länder, davon neunmal an Spanien. Im Halbfinale vergab Portugal die Höchstpunktzahl an 13 verschiedene Länder, davon fünfmal an die Ukraine.
| Höchstwertung (Finale) | Höchstwertung (Finale)   | Höchstwertung (Finale)   |
| Jahr                   | Land                     | Platz (Finale)           |
| ---------------------- | ------------------------ | ------------------------ |
| 1975                   | Frankreich               | 4                        |
| 1976                   | Vereinigtes Königreich   | 1                        |
| 1977                   | Vereinigtes Königreich   | 2                        |
| 1978                   | Luxemburg                | 7                        |
| 1979                   | Israel                   | 1                        |
| 1980                   | Italien                  | 6                        |
| 1981                   | Deutschland              | 2                        |
| 1982                   | Deutschland              | 1                        |
| 1983                   | Luxemburg                | 1                        |
| 1984                   | Spanien                  | 3                        |
| 1985                   | Italien                  | 7                        |
| 1986                   | Belgien                  | 1                        |
| 1987                   | Italien                  | 3                        |
| 1988                   | Schweiz                  | 1                        |
| 1989                   | Vereinigtes Königreich   | 2                        |
| 1990                   | Island                   | 4                        |
| 1991                   | Italien                  | 7                        |
| 1992                   | Malta                    | 3                        |
| 1993                   | Frankreich               | 4                        |
| 1994                   | Irland                   | 1                        |
| 1995                   | Norwegen                 | 1                        |
| 1996                   | Vereinigtes Königreich   | 8                        |
| 1997                   | Italien                  | 4                        |
| 1998                   | Israel                   | 1                        |
| 1999                   | Deutschland              | 3                        |
| 2000                   | Nicht qualifiziert       | Nicht qualifiziert       |
| 2001                   | Frankreich               | 4                        |
| 2002                   | Auf Teilnahme verzichtet | Auf Teilnahme verzichtet |
| 2003                   | Spanien                  | 8                        |
| 2004                   | Spanien                  | 10                       |
| 2005                   | Rumänien                 | 3                        |
| 2006                   | Ukraine                  | 7                        |
| 2007                   | Ukraine                  | 2                        |
| 2008                   | Ukraine                  | 2                        |
| 2009                   | Moldau                   | 14                       |
| 2010                   | Spanien                  | 15                       |
| 2011                   | Spanien                  | 23                       |
| 2012                   | Spanien                  | 10                       |
| 2013                   | Auf Teilnahme verzichtet | Auf Teilnahme verzichtet |
| 2014                   | Österreich               | 1                        |
| 2015                   | Italien                  | 3                        |
| 2016                   | Auf Teilnahme verzichtet | Auf Teilnahme verzichtet |
| 2017                   | Aserbaidschan (J)        | 14                       |
| 2017                   | Moldau (T)               | 3                        |
| 2018                   | Estland (J)              | 8                        |
| 2018                   | Spanien (T)              | 23                       |
| 2019                   | Niederlande (J)          | 1                        |
| 2019                   | Spanien (T)              | 22                       |
| 2020                   | Wettbewerb abgesagt      | Wettbewerb abgesagt      |
| 2021                   | Bulgarien (J)            | 11                       |
| 2021                   | Frankreich (T)           | 2                        |
| 2022                   | Spanien (J)              | 3                        |
| 2022                   | Ukraine (T)              | 1                        |
| 2023                   | Australien (J)           | 9                        |
| 2023                   | Ukraine (T)              | 6                        |
| 2024                   | Schweiz (J)              | 1                        |
| 2024                   | Israel (T)               | 5                        |
| 2025                   | Italien (J)              | 5                        |
| 2025                   | Israel (T)               | 2                        |

| Höchstwertung (Halbfinale) | Höchstwertung (Halbfinale) | Höchstwertung (Halbfinale) |
| Jahr                       | Land                       | Platz (Halbfinale)         |
| -------------------------- | -------------------------- | -------------------------- |
| 2004                       | Ukraine                    | 2                          |
| 2005                       | Belgien                    | 22                         |
| 2006                       | Schweden                   | 4                          |
| 2007                       | Moldau                     | 10                         |
| 2008                       | Ukraine                    | 1                          |
| 2009                       | Island                     | 1                          |
| 2010                       | Belgien                    | 1                          |
| 2011                       | Griechenland               | 1                          |
| 2012                       | Estland                    | 4                          |
| 2013                       | Auf Teilnahme verzichtet   | Auf Teilnahme verzichtet   |
| 2014                       | Niederlande                | 1                          |
| 2015                       | Schweden                   | 1                          |
| 2016                       | Auf Teilnahme verzichtet   | Auf Teilnahme verzichtet   |
| 2017                       | Tschechien (J)             | 13                         |
| 2017                       | Moldau (T)                 | 2                          |
| 2018                       | Litauen (J)                | 9                          |
| 2018                       | Estland (T)                | 5                          |
| 2019                       | Tschechien (J)             | 2                          |
| 2019                       | Estland (T)                | 4                          |
| 2020                       | Wettbewerb abgesagt        | Wettbewerb abgesagt        |
| 2021                       | Bulgarien (J)              | 3                          |
| 2021                       | Moldau (T)                 | 7                          |
| 2022                       | Lettland (J)               | 14                         |
| 2022                       | Ukraine (T)                | 1                          |
| 2023                       | Moldau                     | 5                          |
| 2024                       | Ukraine                    | 2                          |
| 2025                       | Ukraine                    | 1                          |

## Verschiedenes
- Portugal nimmt seit 1964 am Eurovision Song Contest teil, errang jedoch erst 2017 seinen ersten Sieg. Kein anderes Teilnehmerland musste so lange auf den großen Erfolg warten. Die beste Platzierung eines portugiesischen Beitrags war zuvor ein 6. Platz im Jahr 1996 gewesen.
- Durch Portugals freiwilligen Rückzug 2002 erhielt Lettland den frei gewordenen Startplatz. Lettland gewann am Ende den Wettbewerb 2002, wäre aber ohne Portugals Rückzug gar nicht startberechtigt gewesen.
- Nach der Pause 2013 kehrte Portugal 2014, also 50 Jahre nach der ersten Teilnahme, zum ESC zurück. 1964 wie 2014 fand der ESC in Kopenhagen statt.
- Neben Litauen ist Portugal das einzige Land, das beim Debüt keinen einzigen Punkt erhielt.
- Portugal nahm 2000, 2013 und 2016 nicht am ESC teil. In allen drei Jahren fand der Wettbewerb in Schweden statt.
- Portugal hält den Rekord für die höchste Punktzahl: 758.
  - Auch unter dem alten Punktesystem hätte Portugal den Rekord von Norwegen (387) mit 417 Punkten gebrochen.
- Portugal ist nach Serbien und Nordmazedonien das dritte Land, welches den Barbara Dex Award mehrmals gewann (2006 und 2019). Mit dem Award wird das schlechteste Outfit beim Eurovision Song Contest "geehrt".
- Portugal ist das erste Land, das als Gastgeber einen nicht-geteilten, letzten Platz belegte.

## Impressionen

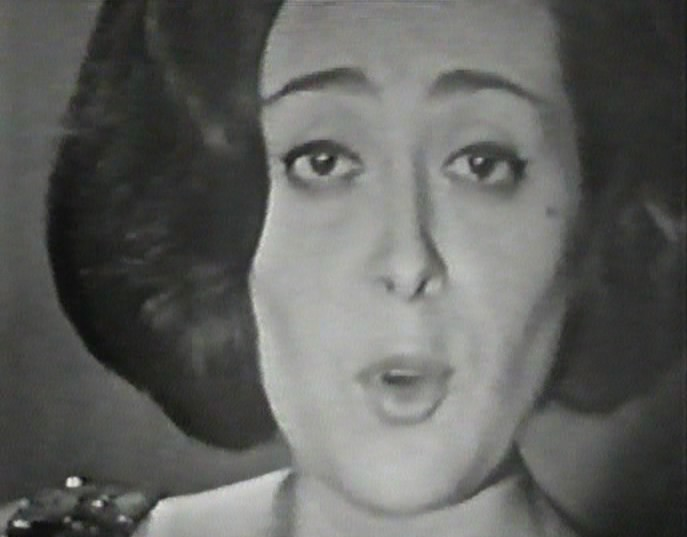
Simone de Oliveira 1965
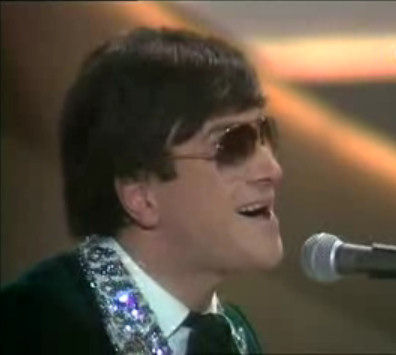
José Cid 1980
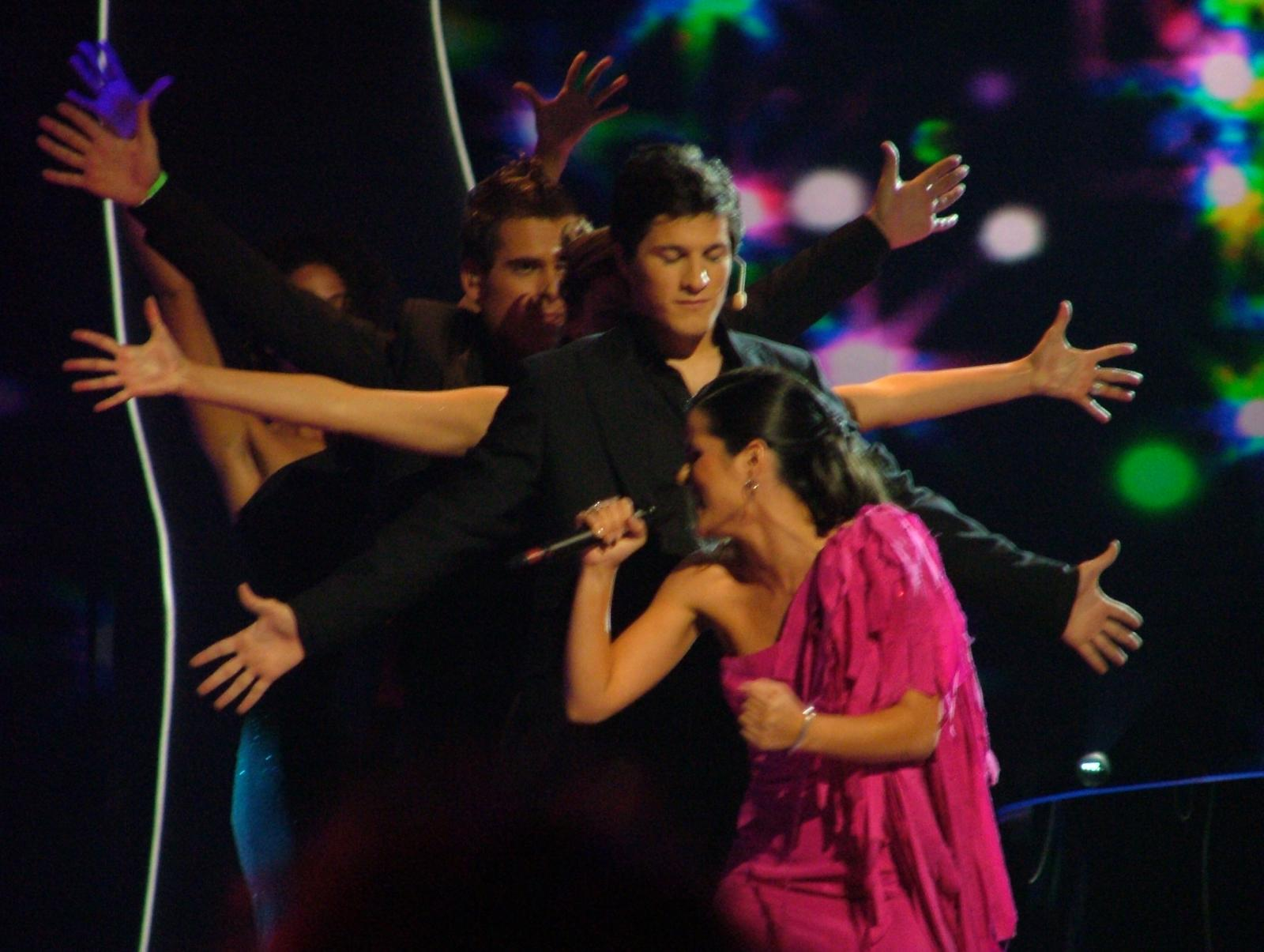
Sofia Vitória 2004
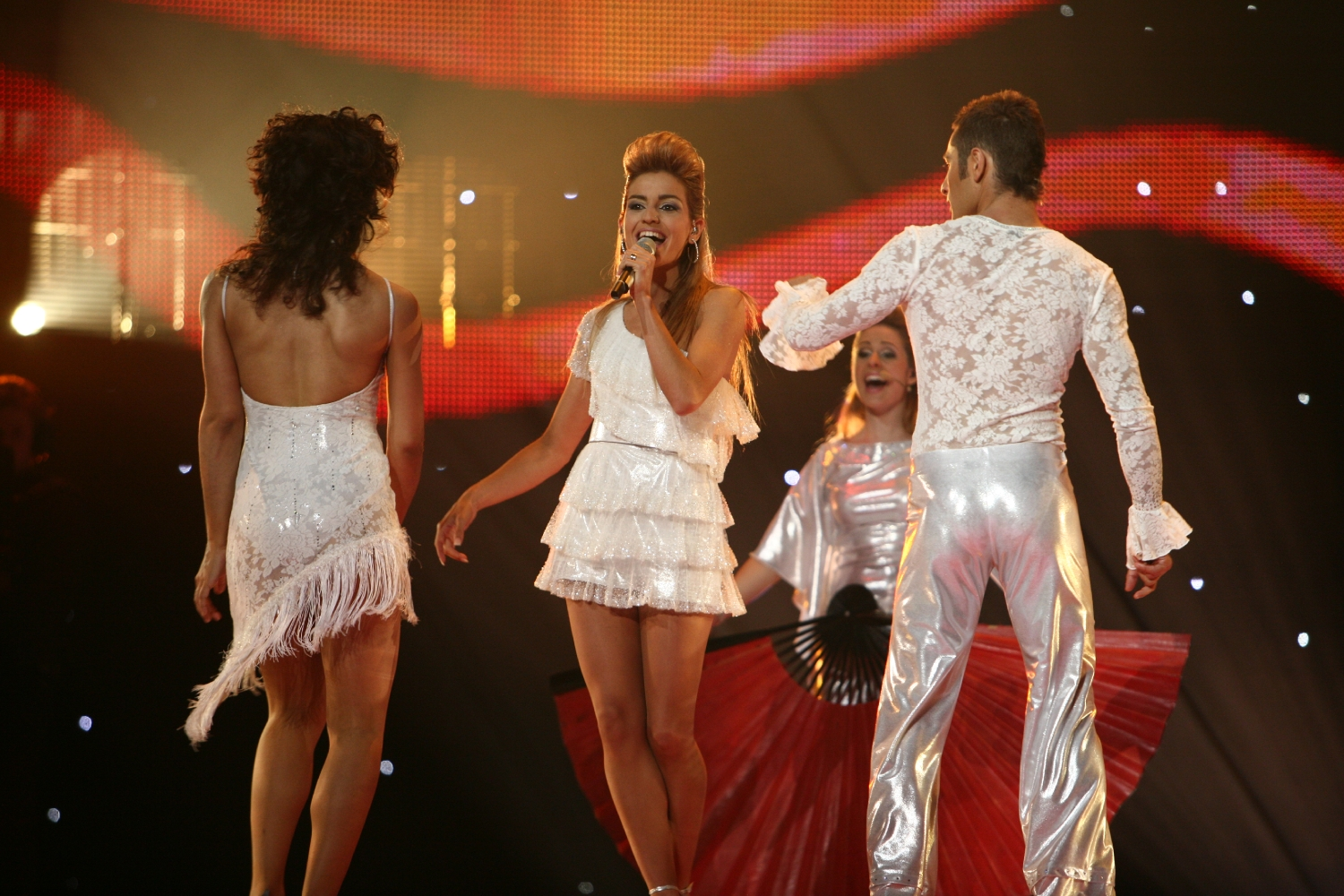
Sabrina 2007
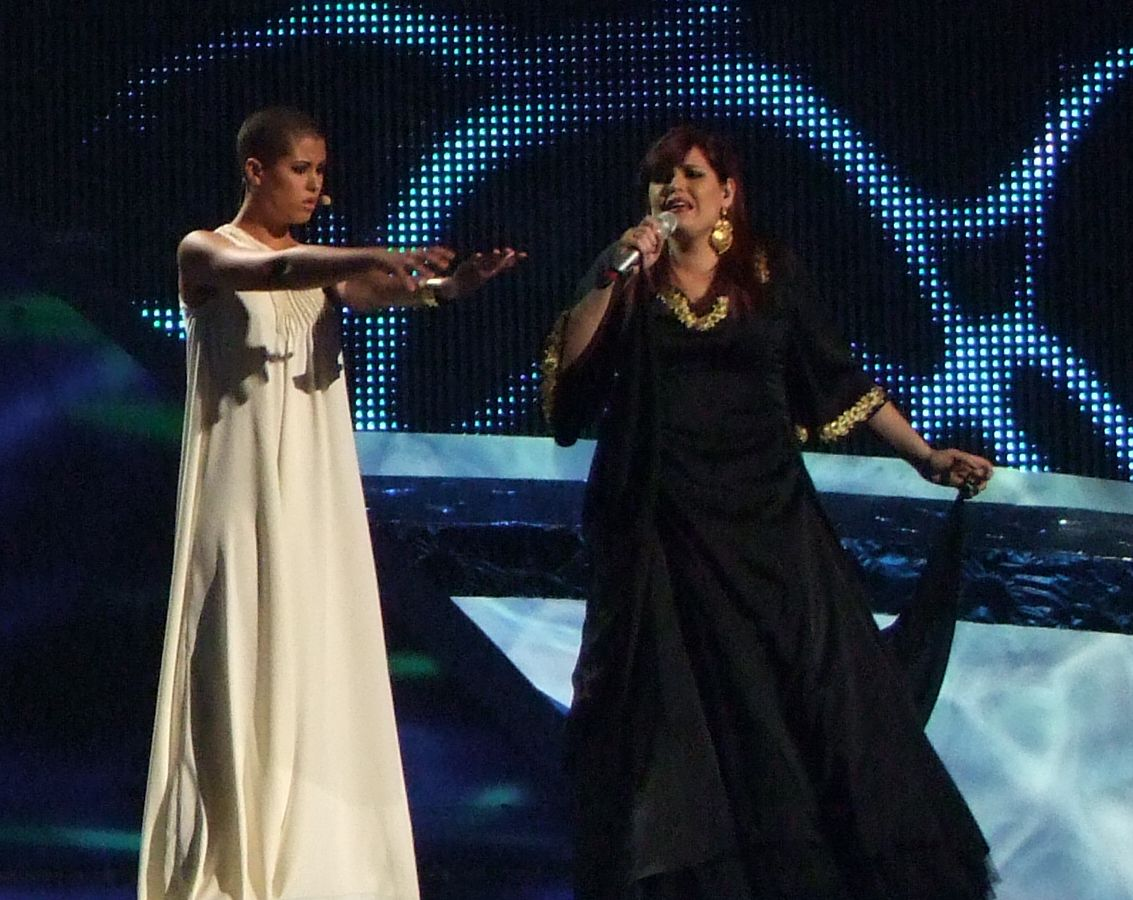
Vânia Fernandes 2008
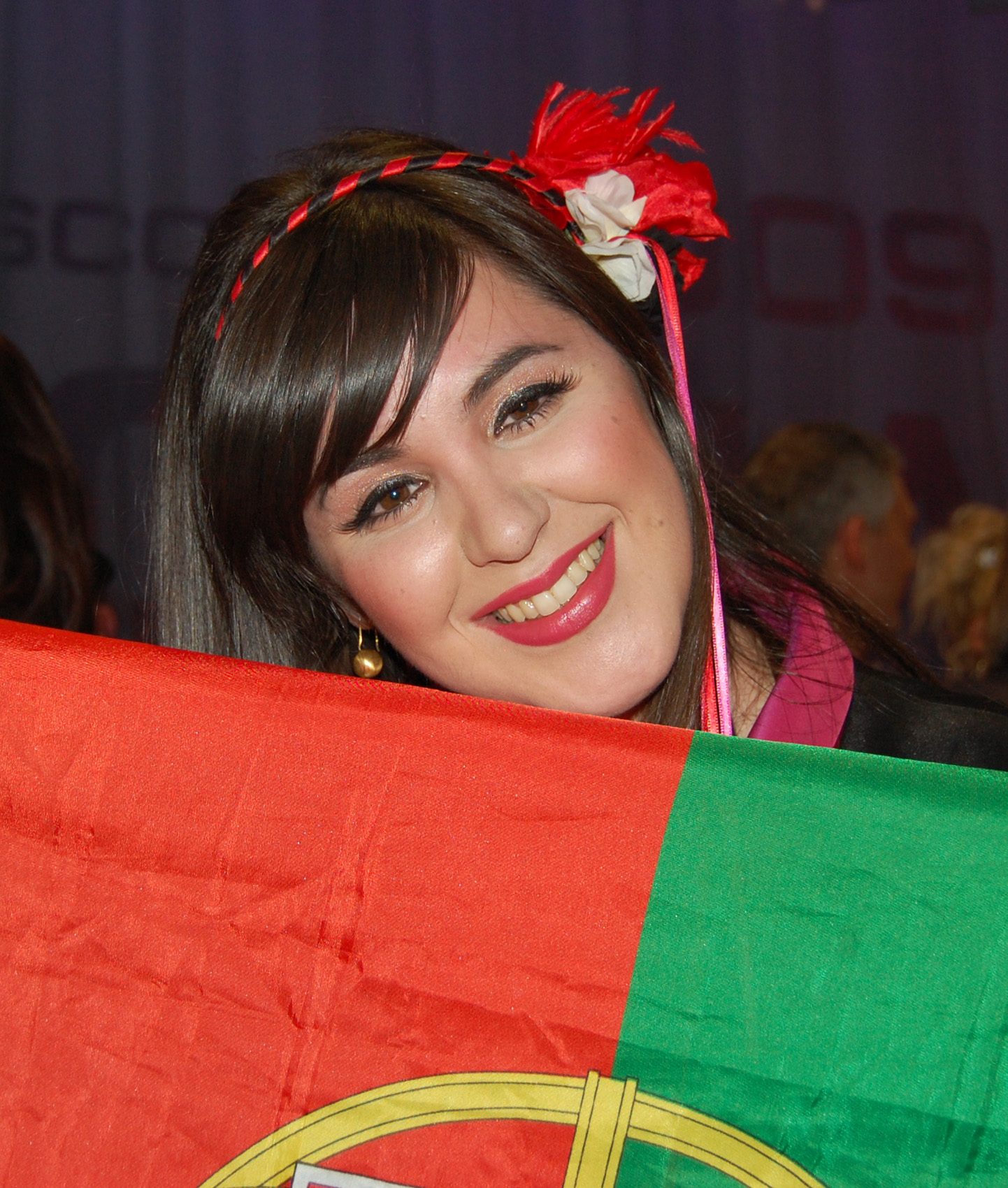
Flor-de-Lis 2009
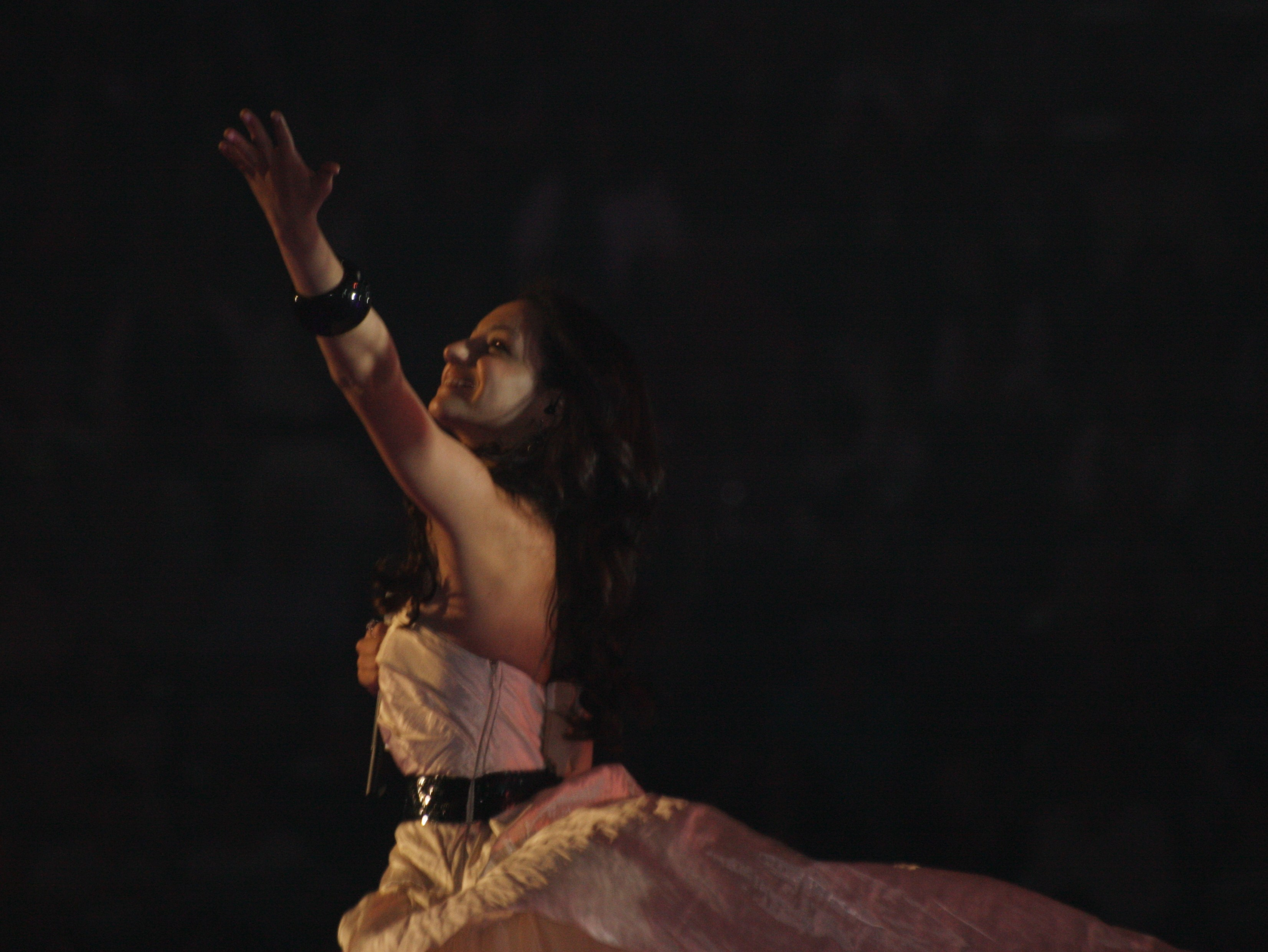
Filipa Azevedo 2010
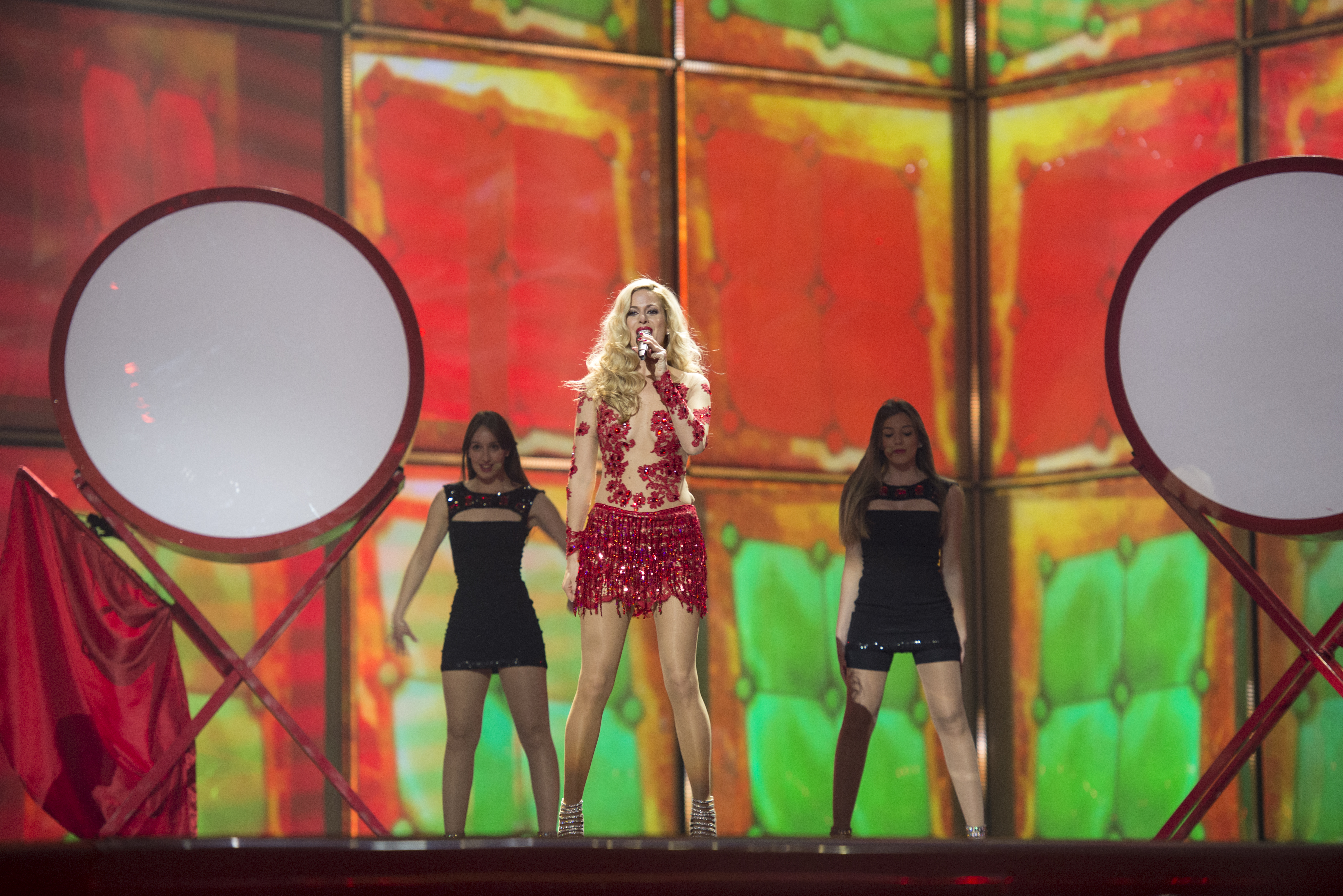
Suzy 2014
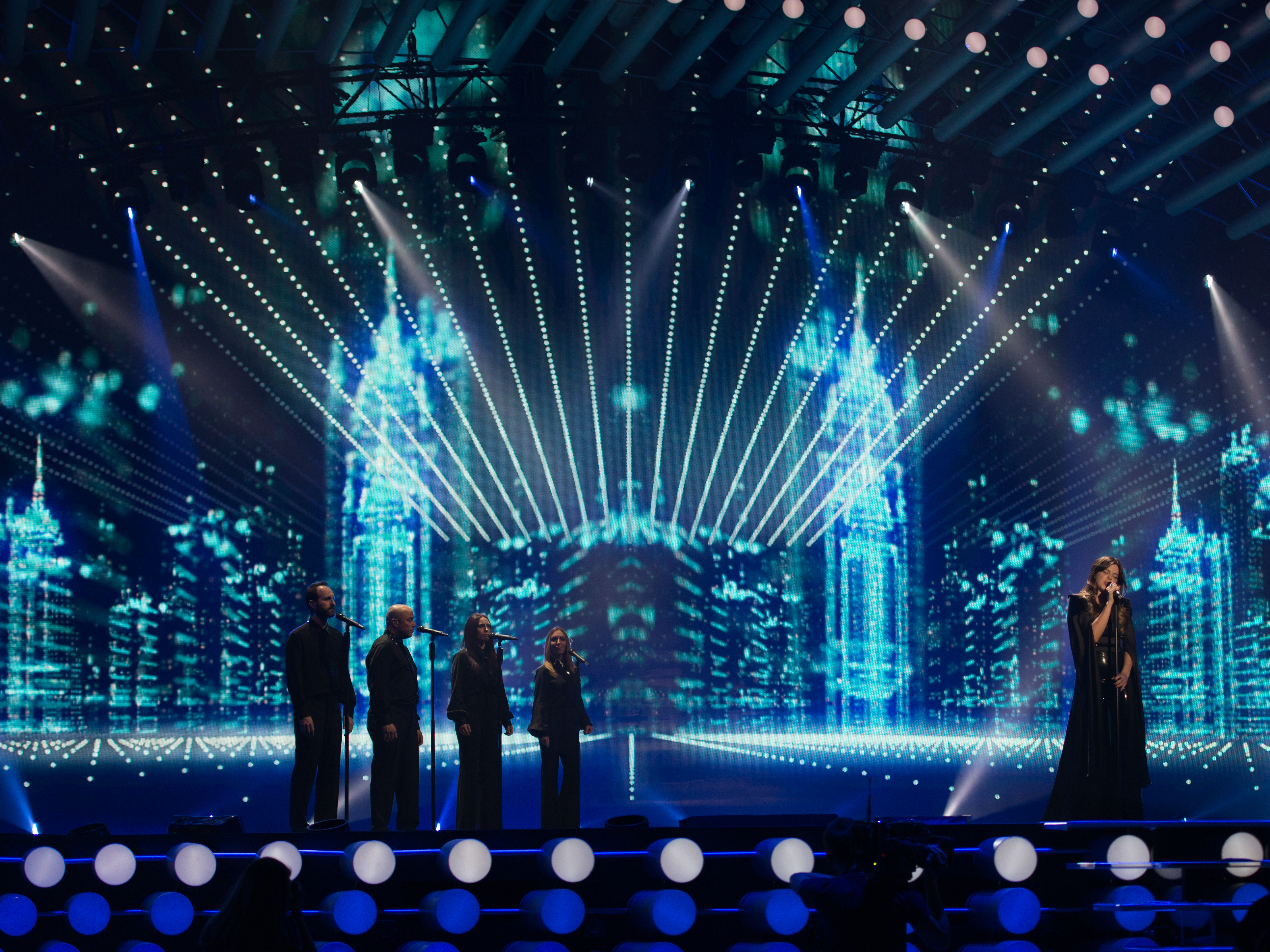
Leonor Andrade 2015
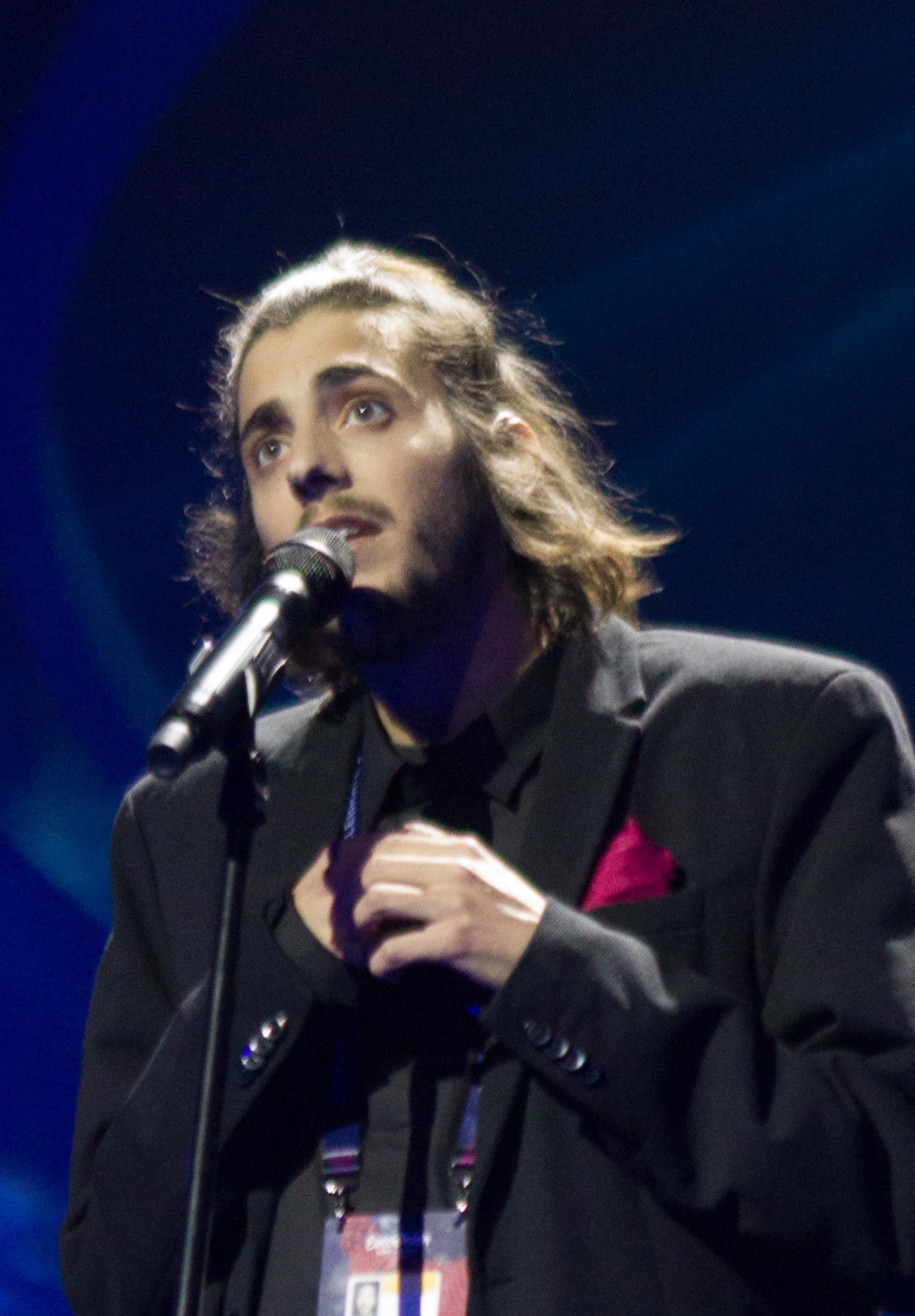
Salvador Sobral 2017
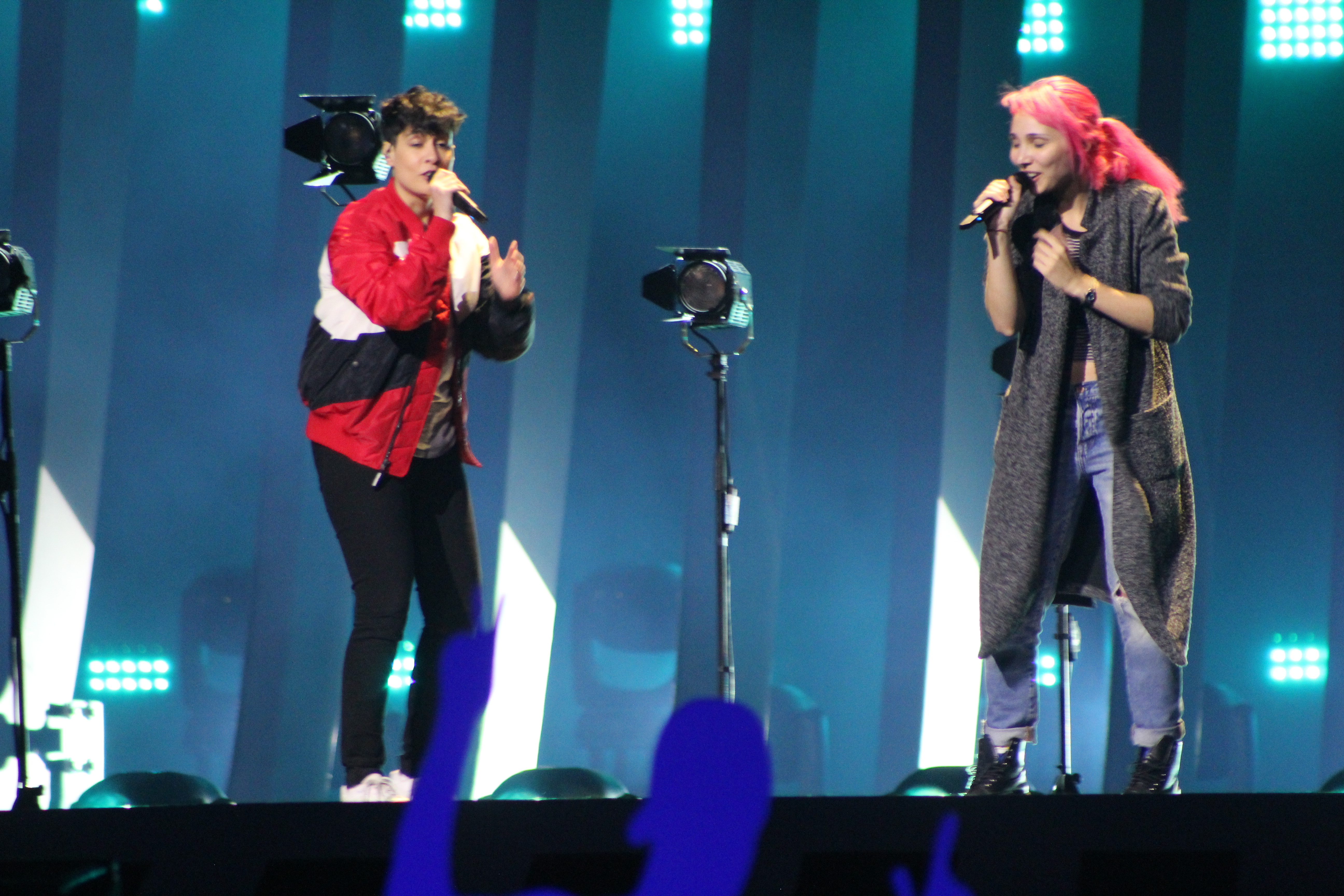
Cláudia Pascoal 2018
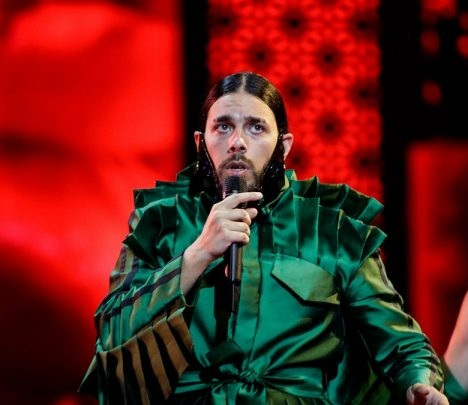
Conan Osiris 2019
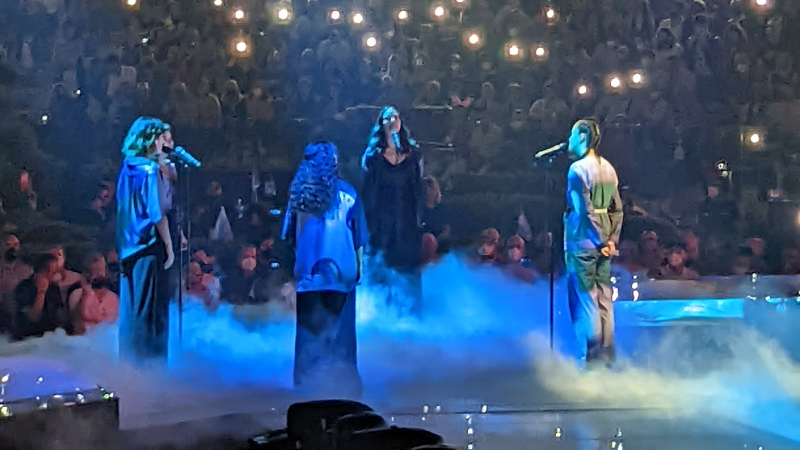
Maro 2022
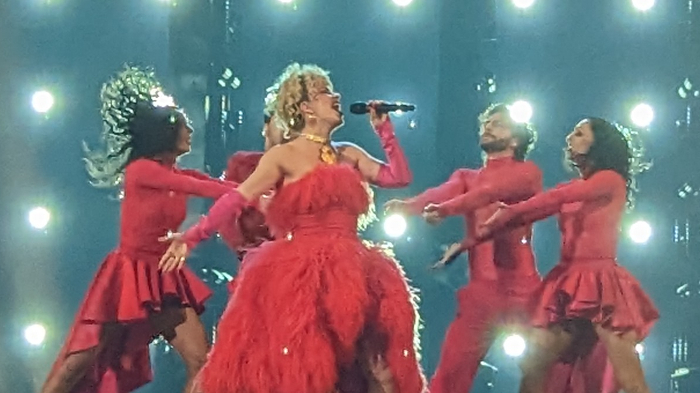
Mimicat 2023
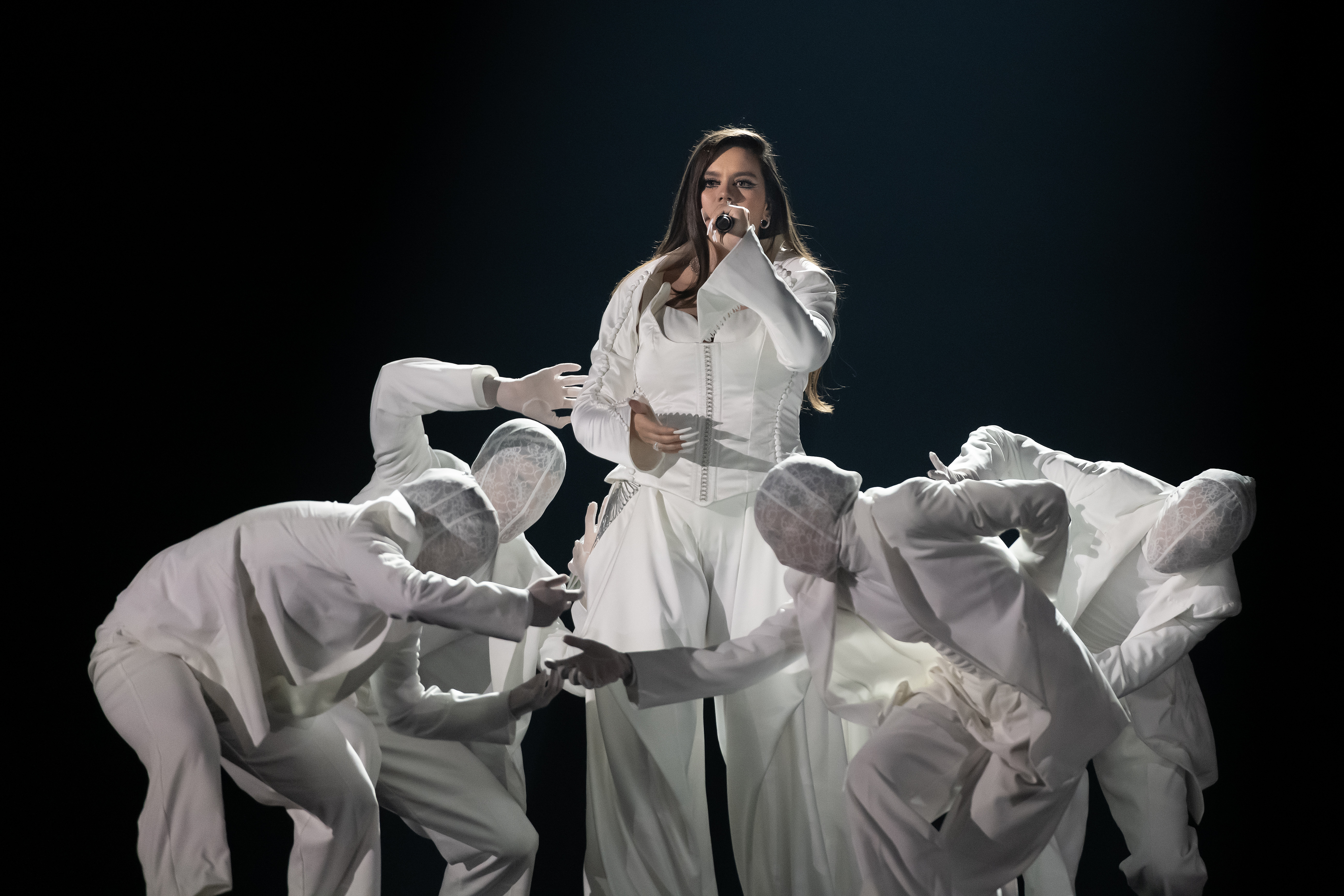
Iolanda 2024
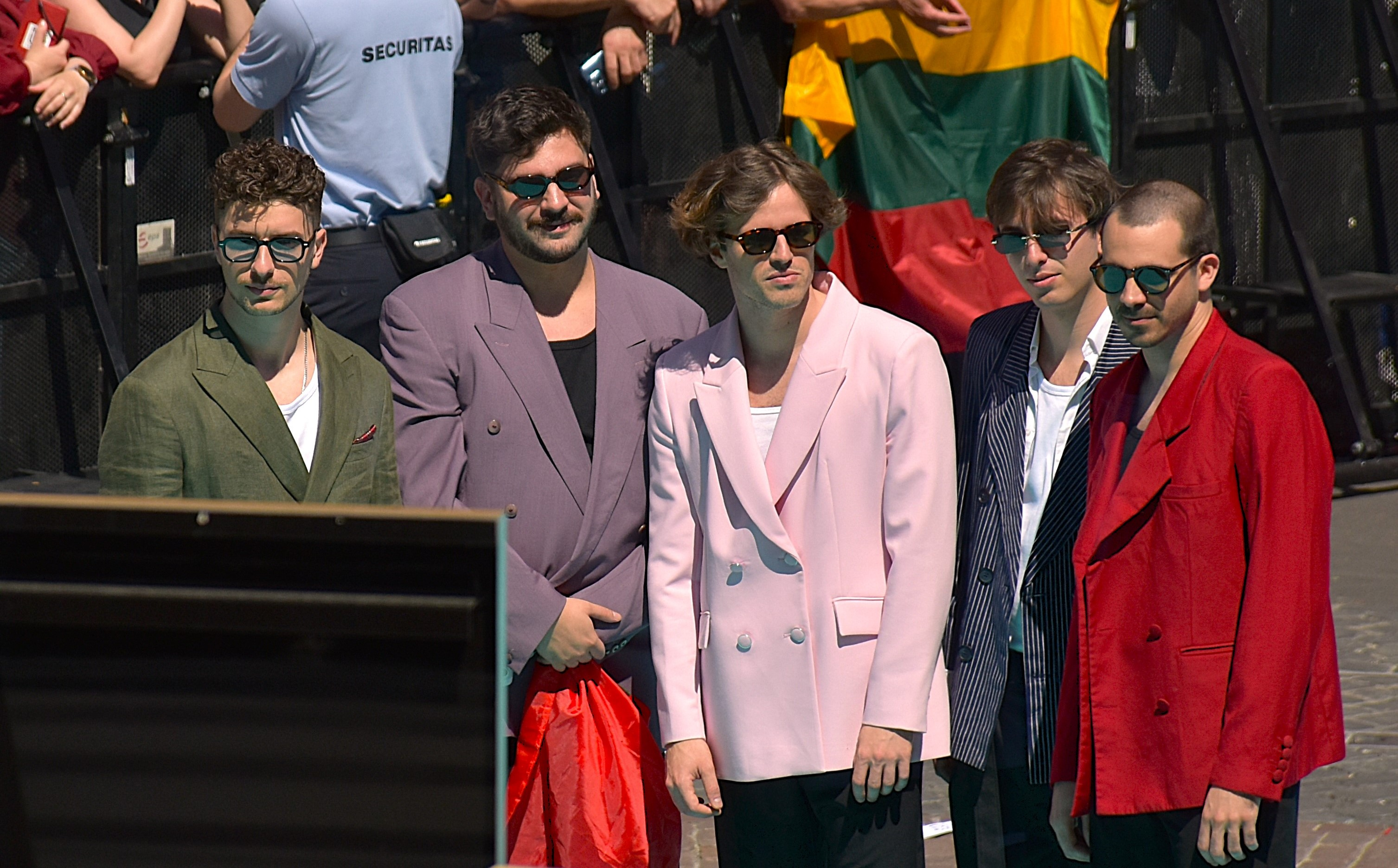
NAPA 2025